# Universidad Nacional An-Najah
La Universidad Nacional An-Najah (UNA) (en árabe جامعة النجاح الوطنية; en inglés An-Najah National University) es una universidad pública palestina situada en la ciudad de Nablus, en Cisjordania. Tiene su origen en la escuela An-Najah de Nablus, fundada en 1918, y se constituyó como universidad nacional en 1977. Es la universidad más grande de Cisjordania, con más de 20.000 estudiantes, 19 facultades con 53 departamentos (uno de ellos es un hospital), y 15 centros de investigación científica. Es la única universidad palestina que ofrece cursos de doctorado. Tiene cuatro campus universitarios, uno de ellos en Tulkarem.
Si su principal misión consiste en desarrollar y promocionar la investigación científica, la universidad se caracteriza por ser un puente entre la investigación y sus aplicaciones en la comunidad y la sociedad palestina, con las que está estrechamente comprometida. Buena parte de las investigaciones llevadas a cabo en el seno de la universidad, como sus proyectos enfocados a las energías renovables, la conservación, las ingenierías civiles y químicas, la toxicología o la discapacidad, confrontan diariamente a sus investigadores con los problemas de la sociedad palestina a los que buscan soluciones.
En marzo de 2012 la universidad An-Najah recibió el Reconocimiento a la Excelencia en la Gestión de la Fundación Europea para la Gestión de la Calidad (EFQM).

## Organización
Es una universidad pública, supervisada por el ministerio de educación palestino. La mayor parte (70%) de su presupuesto proviene de las tasas de matrícula del alumnado, y el resto de ingresos propios o de donaciones, lo que le permite tener autonomía económica y de gestión. Está dirigida por tres órganos rectores: el Consejo de Administración y su presidente –nombrados por el presidente de Palestina–, el Consejo de los Rectores de las facultades –encargado del diseño de los estudios—y el Consejo de la Universidad –compuesto de los rectores y de los directores de los departamentos académicos y administrativos—.
Aparte del primer campus histórico de la universidad, se abrieron otros tres campus. En 1996 las facultades de Veterinaria y de Agricultura se trasladaron al campus Khadoury en la ciudad de Tulkarem, para la facultad de Tecnología se creó el «Hisham Hijjawi College of Technology» en la zona industrial situada al este de Nablus, y en el año 2006 se inauguró un nuevo campus de 120.000 m² a 3 km al oeste del antiguo.
En 2008 la universidad adquirió el hospital del Comité Al-Zakat, que regenta en colaboración con el ministerio de Sanidad de Palestina para atender a la población del norte de Cisjordania y para las prácticas de sus estudiantes en medicina y enfermería. El hospital universitario dispone de 120 camas, y tendrá 320 plazas cuando se terminen las obras de ampliación que se están realizando en 2014.

## Alumnado
Cada año ofrece 4.000 plazas frente a una media de 10.000 solicitudes de ingreso, y está desarrollando fórmulas de educación en línea. Unos 150 estudiantes seleccionados entre los más brillantes reciben ayudas para cursar estudios de doctorado y de máster en universidades europeas y del mundo entero. En cambio, una vez terminados sus estudios, regresan a la universidad para que se beneficie de su pericia. La universidad tiene un plan de ayudas y préstamos que gestiona en nombre del ministerio de Educación, al que se acogen casi el 70% del alumnado. Estas ayudas se destinan a estudiantes con pocos recursos, con discapacidad o con expediente académico excelente.

## Facultades

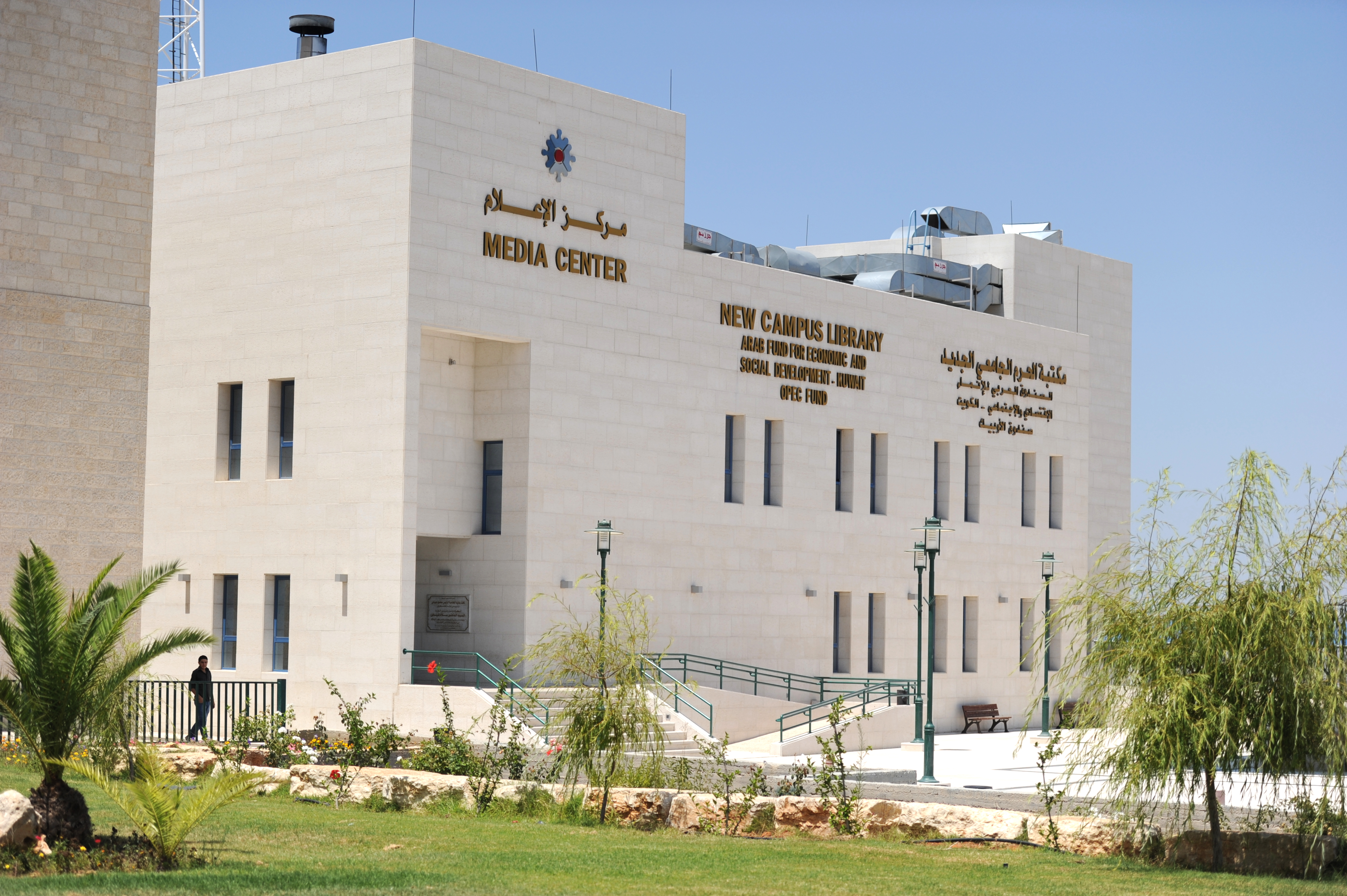
Centro de Medios de Comunicación y librería de la universidad An-Najah.

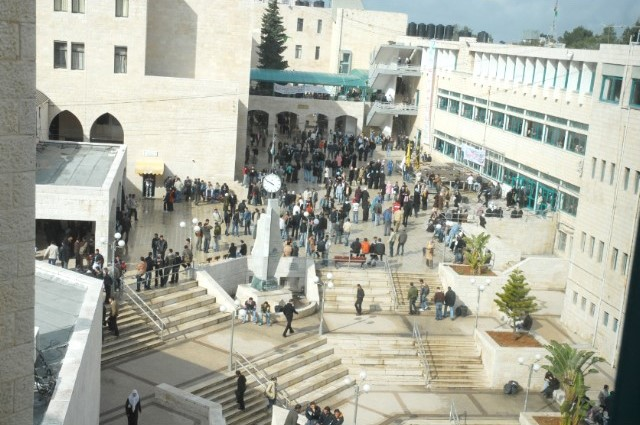
El antiguo campus de la universidad.

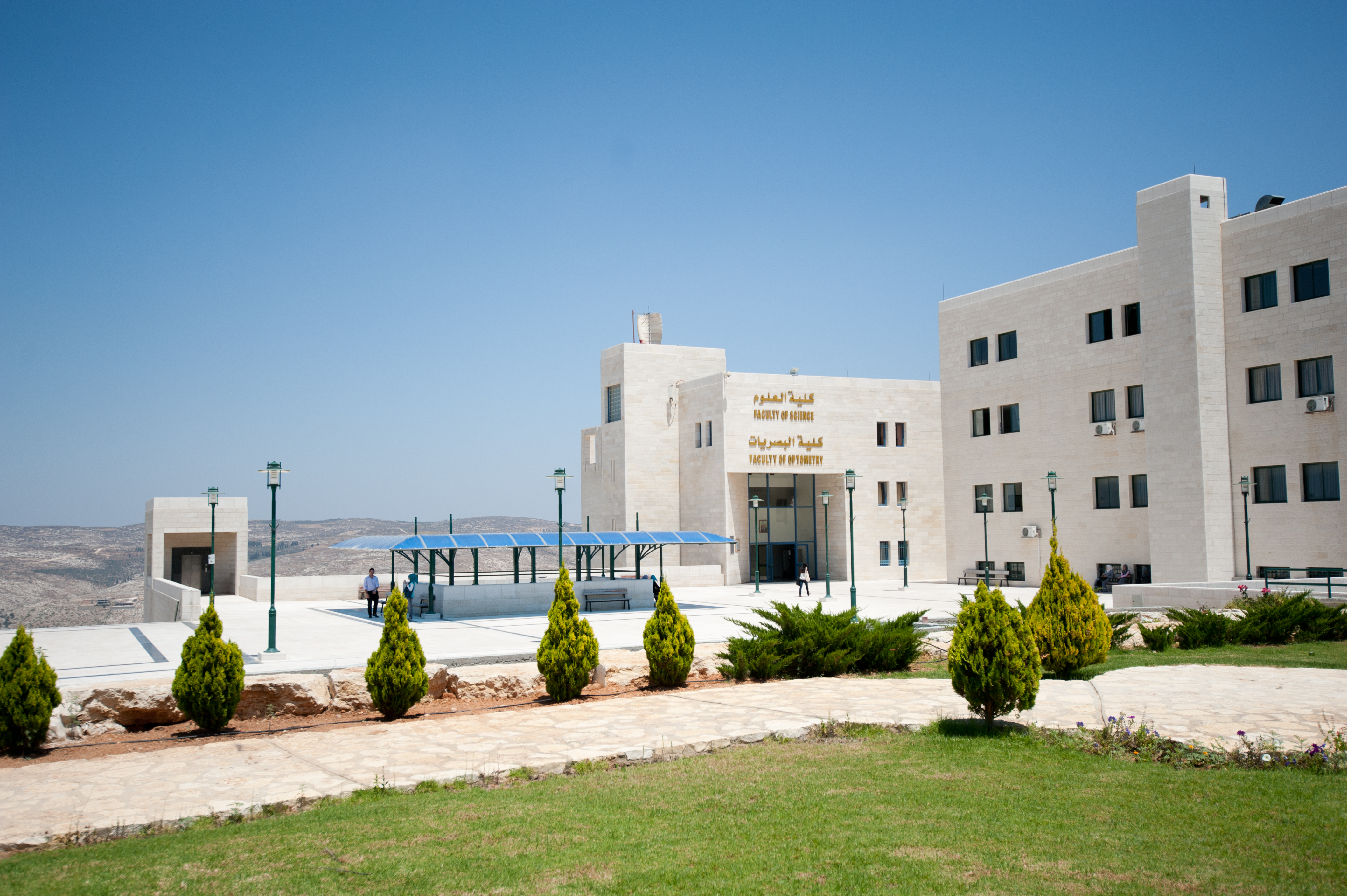
Facultades de ciencias y de optometría, en el nuevo campus de la universidad.

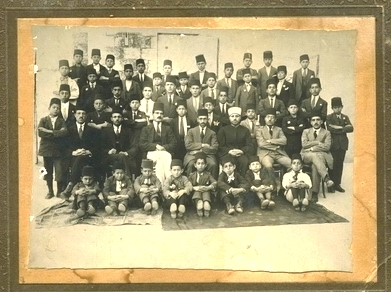
Alumnos de la escuela Annajah en 1920.

La universidad An-Najah ofrece una amplía gama de estudios y de campos de investigación:
- Agricultura: economía y desarrollo agrícola, producción y salud animal, producción y protección vegetal, nutrición y procesado alimentario.
- Humanidades: árabe, inglés, francés, historia, geografía, arqueología, sociología y trabajo social, centro de idiomas.
- Ciencias Económicas & Administración: contabilidad, empresariales, ciencias económicas, ciencias políticas, finanzas, banca, marketing.
- Ciencias de la Educación: psicología y orientación, metodología de la enseñanza, educación elemental, tecnología de la educación.
- Ingeniería: arquitectura, ingeniera civil, eléctrica, industrial, química, informática, construcción, ingeniería mecánica y mecatrónica.
- Bellas Artes: música, pintura, diseño, diseño gráfico, cerámica.
- Tecnología de la Información: ciencias informáticas, sistemas de información gerencial (MIS), sistemas de información (CIS).
- Derecho islámico (Shari'a): Fiqh y legislación, jurisprudencia y legislación (Fiqh wa Tashree), Shari'a y banca islámica.
- Derecho: derecho público y privado
- Medicina
- Enfermería: enfermería y obstetricia
- Optometría
- Farmacia
- Ciencia: biología y biotecnología, química, física, matemáticas, química aplicada a los laboratorios médicos, física y electrónica, estadísticas.
- Veterinaria: ciencias veterinarias básicas, nutrición y salud pública, veterinaria clínica.
- Educación Física
- Medios de Comunicación
- Tecnología
- Facultad de posgrados:
  - doctorados: química, física, matemáticas, matemáticas aplicadas a la informática, ingeniería del agua y del medioambiente, ingeniería de la construcción, ingeniería de carreteras y transportes, arquitectura, planificación urbana y regional, energías limpias y estrategias de conservación, ciencias del medioambiente, gestión de la ingeniería, salud pública, conflictos en impuestos, producción animal, farmacia clínica, geografía, lengua y literatura árabe, protección y producción vegetal, historia, lingüística aplicada y traducción, jurisprudencia y legislación (Fiqh Wa Tashree), fundamentos de la Ley Islámica (Usol AlDin)
  - másteres: política de la gestión económica, desarrollo y planificación política, administración educacional, currícula y métodos de enseñanza, métodos de enseñanza de las matemáticas, el inglés de las ciencias, derecho público, derecho privado, enfermería y salud mental pública, educación física.